# Simon Curtis (cineasta)
Simon Curtis (Londres, 11 de março de 1960) é um diretor e produtor britânico.

## Vida pessoal
Curtis nasceu em Londres, Inglaterra. Casou-se com a atriz americana Elizabeth McGovern em 1992. O casal tem duas filhas e mora em Chiswick, Londres.

## Filmografia
| Ano       | Título                                | Creditado como               | Nota(s)              |
| --------- | ------------------------------------- | ---------------------------- | -------------------- |
| 1996      | Tracey Takes On...                    | Director                     | Television series    |
| 1998      | My Summer with Des                    | Diretor                      | Telefilme            |
| 1999      | David Copperfield                     | Diretor                      | Telefilme            |
| 2002      | Man and Boy                           | Diretor                      | Telefilme            |
| 2005      | Twenty Thousand Streets Under the Sky | Diretor                      | Seriado de televisão |
| 2007–2009 | Cranford                              | Diretor                      | Seriado de televisão |
| 2009      | A Short Stay in Switzerland           | Diretor                      | Telefilme            |
| 2011      | My Week with Marilyn                  | Diretor e produtor executivo |                      |
| 2015      | Woman in Gold                         | Diretor e produtor executivo |                      |
| 2017      | Goodbye Christopher Robin             | Diretor                      |                      |
| 2018      | The Chaperone                         | Produtor executivo           |                      |
| 2019      | The Art of Racing in the Rain         | Diretor                      |                      |
| 2022      | Downton Abbey: A New Era              | Diretor                      | Pós-produção         |
| 2025      | Downton Abbey 3                       | Diretor                      |                      |